# Glandula vestibularis major

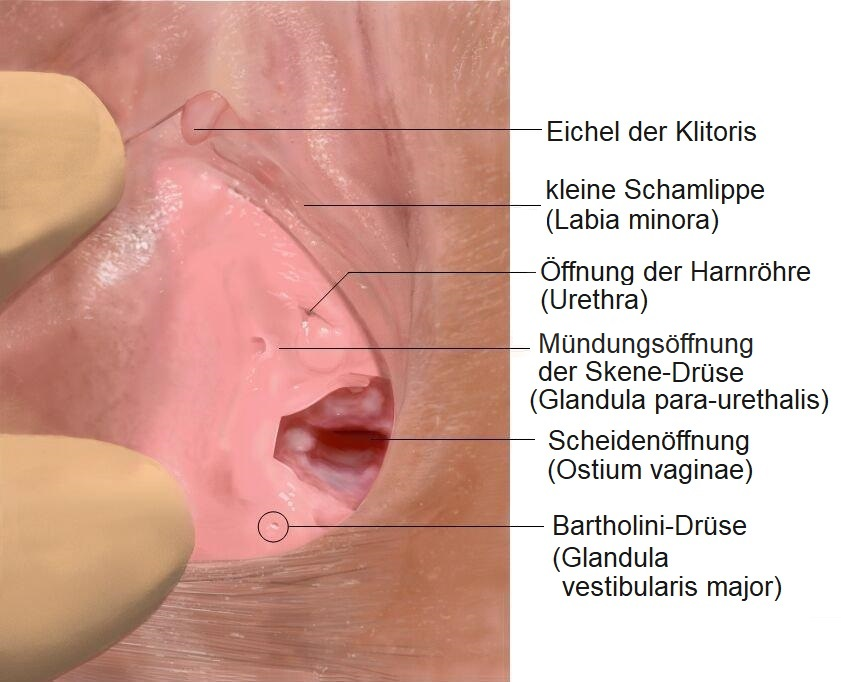
Weibliches Genitale mit Eichel der Klitoris, Labia minora, Urethra, Paraurethraldrüse Glandulae paraurethrales, Scheideneingang Introitus vaginae und Mündungsöffnungen der Bartholinschen Drüse Glandula vestibularis major

Die Glandula vestibularis major (Mehrzahl Glandulae vestibulares majores; lateinisch für „große [Scheiden-]Vorhofdrüse“, auch Bartholin-Drüse oder Bartholin[i]sche Drüse) ist eine paarige akzessorische Geschlechtsdrüse der Frau. Sie mündet in den Scheidenvorhof zwischen den kleinen Schamlippen (Labia minora). Die Bezeichnung Bartholin-Drüse geht auf den dänischen Anatomen Caspar Bartholin d. J. (1655–1738) zurück. Die Mündungen der Drüsen entdeckte Alessandro Benedetti da Legnano († 1515), einer der Vorgänger von Andreas Vesalius.
Bei sexueller Erregung der Frau sondert die Bartholinsche Drüse ein Sekret ab, das der natürlichen Lubrikation dient. Die ungefähr ein bis zwei Zentimeter langen Ausführungsgänge münden im Scheidenvorhof in den Positionen der Zeiger einer Uhr bei  „8 und 4 Uhr“.

## Entsprechung bei Tieren
Außer bei der Frau ist diese Drüse auch bei weiblichen Wiederkäuern und Katzen ausgebildet. Bei den übrigen Säugetieren kommt sie nicht vor, hier sind nur die kleinen Vorhofdrüsen (Glandulae vestibulares minores) ausgebildet. Kleine Vorhofdrüsen treten bei der Frau und Wiederkäuern zusätzlich zu den großen auf, Katzen besitzen nur die großen. Bei den kleinen Vorhofdrüsen handelt es sich um in die Wand des Scheidenvorhofs eingestreute Drüsenansammlungen, die mit bloßem Auge nicht sichtbar sind.

## Entsprechung beim Mann
Die entsprechende Drüse beim Mann bzw. männlichen Säugetier wird als Bulbourethraldrüse (Glandula bulbourethralis, Cowper-Drüse) bezeichnet. Sie befindet sich neben der Peniswurzel und entleert ihr Sekret direkt in die Harnröhre.

## Krankheiten

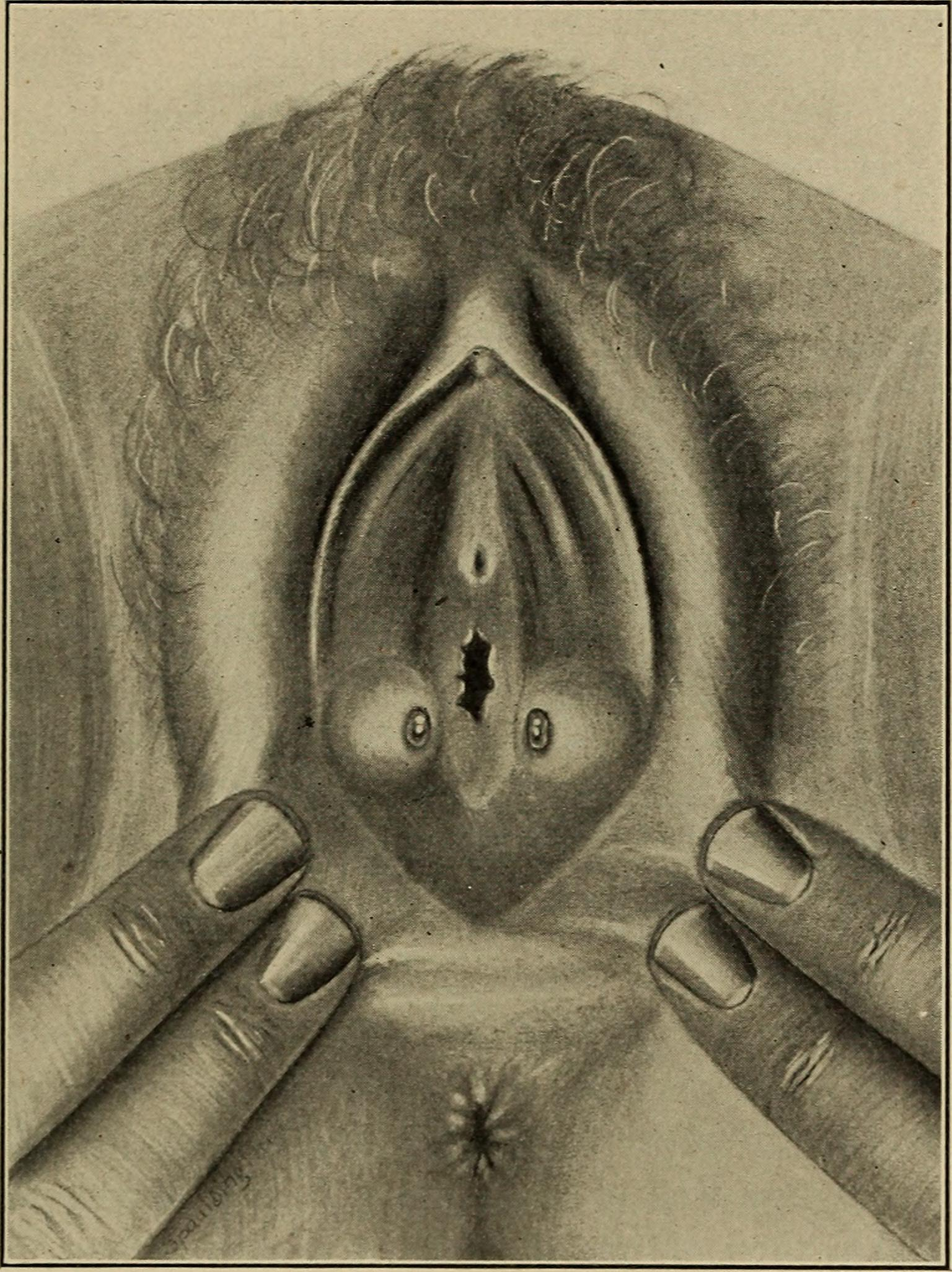
Abszesse beider Bartholin-Drüsen; als beidseitige Schwellung in gedachter Verlängerung der Fingerspitzen auf den Introitus vaginae

Entzündungen der Bartholinschen Drüse können zu einer Bartholinitis, der Bartholin-Zyste und bei Infektionen durch Bakterien, meist Escherichia coli, Neisseria gonorrhoeae, Staphylococcus aureus oder Chlamydia trachomatis zu einem Empyem, dem Bartholin-Empyem führen. Eine Behandlung erfolgt konservativ durch die Gabe von Antibiotika oder, bei Ausbildung einer Zyste, oder eines Empyems, durch einen chirurgischen Eingriff, eine Inzision, die sogenannte Marsupialisation der Zyste. Ein unbehandeltes Empyem kann zu einer generalisierten Infektion, einer lebensbedrohenden Sepsis führen. Zyste oder Empyem können äußerst schmerzhaft sein.